# 林畔圣格奥尔根
林畔圣格奥尔根是奥地利上奥地利州佩尔格县的一个市镇。总面积53.5平方公里，总人口2148人，人口密度40.1人/平方公里（2005年）。

## 友好城市
- 法國 拉兰德